# Откопи
45°40′ пн. ш. 17°10′ сх. д. / 45.66° пн. ш. 17.16° сх. д.
Откопи (хорв. Otkopi) — населений пункт у Хорватії, у Б'єловарсько-Білогорській жупанії у складі громади Кончаниця.

## Населення
Населення за даними перепису 2011 року становило 71 осіб.
Динаміка чисельності населення поселення: